# Eugene Siler

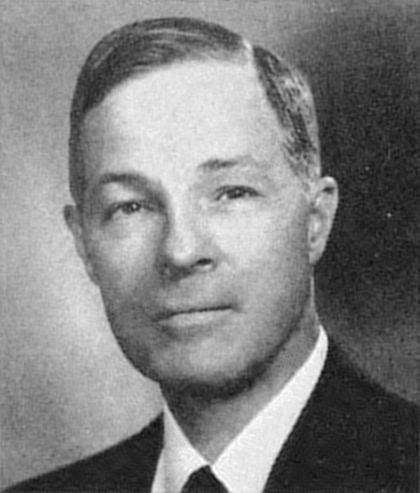
Eugene Siler (1961)

Eugene Siler (* 26. Juni 1900 in Williamsburg, Kentucky; † 5. Dezember 1987 in Louisville, Kentucky) war ein US-amerikanischer Politiker. Zwischen 1955 und 1965 vertrat er den Bundesstaat Kentucky im US-Repräsentantenhaus.

## Werdegang
Eugene Siler besuchte die öffentlichen Schulen seiner Heimat und danach bis 1920 das Cumberland College in Williamsburg. Danach studierte er bis 1922 an der University of Kentucky in Lexington. Nach einem anschließenden Jurastudium an der Columbia University und seiner 1923 erfolgten Zulassung als Rechtsanwalt begann er in Williamsburg in diesem neuen Beruf zu arbeiten. Während des Ersten Weltkrieges unterbrach er seine Ausbildung, um als Soldat der US Navy am Krieg teilzunehmen. Während des Zweiten Weltkrieges war er Hauptmann der Army. Zwischen 1945 und 1949 amtierte er als Berufungsrichter in Kentucky.
Politisch schloss sich Siler der Republikanischen Partei an. Im Jahr 1951 bewarb er sich erfolglos um das Amt des Gouverneurs von Kentucky. Er wurde Kurator des Cumberland College und Direktor der Bank of Williamsburg. Außerdem leitete er die Kingsport Grocery Co. Siler war auch als Prediger der Baptistenkirche tätig. Bei den Kongresswahlen des Jahres 1954 wurde er im achten Wahlbezirk von Kentucky in das US-Repräsentantenhaus in Washington, D.C. gewählt, wo er am 3. Januar 1955 die Nachfolge von James S. Golden antrat. Bis zur Auflösung seines Distrikts zum 3. Januar 1963 vertrat er dessen Interessen im Kongress. Bei den Wahlen des Jahres 1962 wurde er im fünften Bezirk von Kentucky als Nachfolger von Brent Spence erneut in das US-Repräsentantenhaus gewählt. Dort absolvierte er bis zum 3. Januar 1965 eine weitere Legislaturperiode. Finanzpolitisch galt Siler als konservativ. Er war auch ein Anhänger der früheren Isolationspolitik, indem er sich gegen Auslandseinsätze der amerikanischen Streitkräfte einsetzte. Überdies war er ein Gegner des Vietnamkrieges.
Im Jahr 1964 verzichtete Eugene Siler auf eine weitere Kandidatur. 1968 strebte er erfolglos die Nominierung seiner Partei für die Wahlen zum US-Senat an. Danach zog er sich aus der Politik zurück. Eugene Siler starb am 5. Dezember 1987 in Louisville.